# Y2K (film 2024)
Y2K: La rivolta digitale (Y2K) è un film del 2024 co-scritto e diretto da Kyle Mooney, al suo debutto alla regia.

## Trama
Eli e Danny sono due ragazzi poco popolari che riescono a intrufolarsi a una festa di capodanno il 31 dicembre 1999. Quando scocca la mezzanotte, il millennium bug fa sì che la tecnologia si rivolti contro gli umani.

## Produzione
Nel marzo 2023 è stato annunciato che Kyle Mooney avrebbe diretto un film per A24.
Le riprese principali sono iniziate il mese successivo in New Jersey.

## Promozione
Il primo trailer è stato diffuso il 20 agosto 2024.

## Distribuzione
Il film è stato presentato in anteprima mondiale il 9 marzo 2024 al South by Southwest. La distribuzione nelle sale cinematografiche statunitensi è avvenuta il 6 dicembre 2024. In Italia il film è stato distribuito da Prime Video il 12 maggio 2025.

## Accoglienza

### Incassi
Il film ha incassato poco più di 4,4 milioni di dollari.

### Critica
Il film è stato accolto tiepidamente dalla critica internazionale. Su Rotten Tomatoes ha una percentuale di gradimento del 42% basato su 105 recensioni, con un voto medio di 5,2 su 10. Su Metacritic il voto medio è di 49 su 100 basato su 29 recensioni.